# Welbeck Abbey

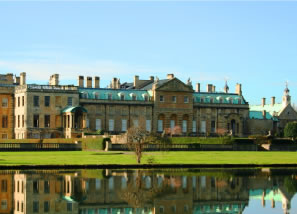
Welbeck Abbey

Welbeck Abbey ist ein Landhaus und ehemaliges Prämonstratenserkloster in den Dukeries im Norden der englischen Grafschaft Nottinghamshire. Nach der Auflösung der englischen Klöster diente es den Dukes of Portland als Residenz. Welbeck Abbey ist eines von vier benachbarten herzoglichen Anwesen im Norden von Nottinghamshire und das Haus ist von English Heritage als historisches Gebäude I. Grades gelistet.

## Geschichte
Das Anwesen wurde im Domesday Book als Besitz von Hugh FitzBaldric erwähnt. Thomas de Cuckney gründete das Kloster 1140. Es war eine Abtei nach der Regel der Prämonstratenser, die dem heiligen Jakobus dem Älteren geweiht war. Die Abtei erhielt Spenden der Familien Goushill, D'Eyncourt, Basset und anderen aus Nottinghamshire sowie einen beträchtlichen Zuschuss von König Eduard I.
Im Jahre 1393 ließ König Richard II. eine ernste Untersuchung gegen die Abtei anstellen:
Pardon to William Broun of Norton by Welbeck of suit of the King’s peace for felonies, treasons and other offences under the following circumstances: Robert Veel, keeper of the rolls of the King’s Bench, and John Wynchecombe, appointed by the king to take carts for the carriage of the rolls, being directed on Saturday before the feast of St Katherine last by Walter Clopton, Chief Justice, and other justices to carry the said rolls from York to Nottingham, where upon by reason of excessive rainfall affecting the roads, they could not without additional horses reach Nottingham, where upon by virtue of their commission and the justices order they took at Norton aforesaid two horses of John Levet and John Turnour of Norton, to be paid for in due course. There upon the said William Broun, John Northeryn, Robert Bocher, all of Norton, and Hugh Matt, servant of John Baukwell, Abbot of Welbeck, with divers other evil doers came armed with bows and arrows, sticks and swords, and at dusk of the same day raised all the men of Norton to insurrection, pursued the said Robert and John to Warsop and instigated by Simon de Castleton, canon of Welbeck, and John Worsop, vicar of Cuckney and canon of Welbeck, assaulted them, shot at and pierced the books in the carriage and took the horses, and would have carried the same away but that by the grace of God and their help they made too good a defence. (dt.: Pardon an William Broun von Norton von Welbeck in Folge des königlichen Friedens für Verbrechen, Verrat und andere Straftaten und den folgenden Umständen: Robert Veel, Hüter der Rollen der königlichen Bank und Robert Wynchecombe, vom König beauftragt, sich um den Wagen der Rollen zu kümmern, die am Samstag vor dem Fest der heiligen Katharina zuletzt von Walter Clopton, dem leitenden Richter, und anderen Richtern geführt wurden, die die besagten Rollen von York nach Nottingham befördern sollten, konnten wegen der Schädigung der Straßen durch außergewöhnliche Regenfälle Nottingham ohne zusätzliche Pferde nicht erreichen, worauf sie Kraft ihres Auftrags und nach Order der Richter in Norton die besagten zwei Pferde von John Levet und John Turnour aus Norton nahmen, die sofort bezahlt wurden. Daraufhin kamen der besagte William Broun, John Northeryn, Robert Bocher, alle von Norton, und Hugh Matt, Diener von John Baukwell, Abt von Welbeck, mit verschiedenen anderen bösen Tätern, bewaffnet mit Bögen und Pfeilen, Stöcken und Schwertern, in der Dämmerung desselben Tages, wiegelten alle Männer von Norton zum Aufstand auf, verfolgten die besagten Robert und John nach Warsop und griffen sie, angestiftet durch Simon de Castleton, Kanoniker von Welbeck, und John Worsop, Vikar von Cuckney und Kanoniker von Welbeck, an, schossen auf die Bücher im Wagen und durchlöcherten sie, nahmen die Pferde und hätten sie weggeführt, was aber mit Gottes Hilfe und durch eine zu gute Verteidigung verhindert werden konnte.) 
Durch den ihm zur Verfügung stehenden Reichtum war der Abt von Welbeck ein einflussreicher Mann und 1512 wurden alle Häuser des Ordens unter seine Oberhoheit gestellt. 1538 erhielt der Abt Richard Bentley eine Pension von jährlich £ 50 (Entsprechung: £ 28.771 im Jahre 2015).

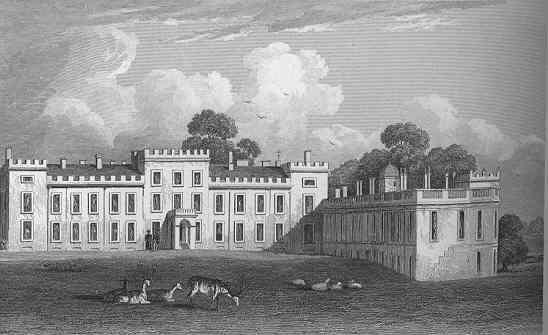
Welbeck Abbey 1829

Nach der Auflösung der englischen Klöster gab König Heinrich VIII. das Anwesen Richard Whalley aus Screveton zu Lehen. Nachdem die Abtei sich im Eigentum eines Tuchmachers aus London befunden hatte, kaufte sie Gilbert Talbot, 7. Earl of Shrewsbury, 1599 für die Summe von £ 555 6 s 6 d (Entsprechung: £ 113.894 im Jahre 2015) und verkaufte sie 1607 an Sir Charles Cavendish, Sohn der Bess of Hardwick, weiter. Dann fiel sie an seinen Sohn, William Cavendish, den späteren Duke of Newcastle. Sie wurde zum Sitz der Herzöge. Mitglieder der Familie Cavendish ließen die Abtei in ein englisches Landhaus umbauen und im 17. Jahrhundert ein Reithaus nach den Plänen von Robert Smythson und seinem Sohn John anbauen. Nur die Keller und die Innenwände bleiben vom Mauerwerk der alten Abtei erhalten. Im 19. Jahrhundert gelangte Welbeck Abbey durch eine Erbin in die Familie Bentinck und wurde so zum Sitz der Earls und Dukes of Portland.

### Moderne Geschichte

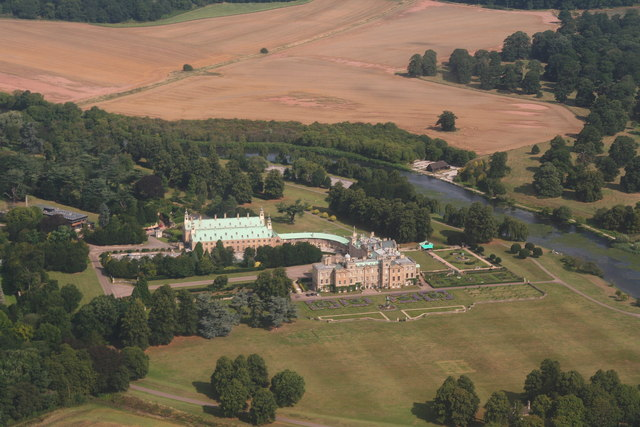
Luftbild

Der Oxford-Flügel des Hauses, der einige der ältesten Gebäudeteile enthielt, brannte im Oktober 1900 ab, aber der größte Teil der Einrichtung wurde gerettet. Dieser Flügel wurde 1905 nach den Plänen von Ernest George wiederaufgebaut.
Erzherzog Franz Ferdinand nahm eine Einladung von William Cavendish-Bentinck, 6. Duke of Portland, an und traf zusammen mit seiner Gattin Sophie am 22. November 1913 mit der Eisenbahn in Worksop ein. Dies war fast ein Jahr vor dem Attentat von Sarajevo, das den Ersten Weltkrieg auslöste. Der Erzherzog wurde während seines Aufenthaltes beinahe bei einem Jagdunfall getötet, als ein Gewehrlader umfiel und ein Gewehr wenige Meter entfernt vom Erzherzog und seinem Gastgeber auslöste.
Im Ersten Weltkrieg, von 1914 bis 1918, diente der Küchenblock als Armeehospital. Nach dem Zweiten Weltkrieg wurde Welbeck Abbey von den Dukes of Portland an das Verteidigungsministerium verpachtet und wurde bis 2005 als Welbeck College, eine Trainingsschule für die Armee, betrieben.
Lady Anne Cavendish-Bentinck, die unverheiratete ältere Tochter des 7. Herzogs, lebte in Welbeck Woodhouse und ihr gehörte der größte Teil des 69 km² großen Anwesens bis zu ihrem Tod am 29. Dezember 2008. William Henry Marcello Parente (geb. 1951), der Sohn ihrer jüngeren Schwester, Lady Victoria Margaret Cavendish-Bentinck (1918–1955), die mit Gaetano Parente, Prinz von Castel Viscardo, verheiratet war, erbte das Anwesen von seiner Tante. Seit das Verteidigungsministerium 2005 ausgezogen war, lebte er in Welbeck Abbey.
Die Welbeck Estates Company in Familienbesitz und die gemeinnützige Harley Foundation haben verschiedene Gebäude auf dem Anwesen neuen Nutzungen zugeführt. Sie können über die Straße A60 an der Westseite des Anwesens erreicht werden. Dies sind das Dukeries Garden Centre in den Gewächshäusern des Anwesens, die School of Artisan Food in den früheren Feuerwehrremisen, die Harley Gallery and Foundation und den Bauernladen von Welbeck in der früheren Gasstation des Anwesens. Daneben gibt es noch eine Reihe von Handwerksbetrieben nach Plänen von John Outram in einem früheren Küchengarten. Der Zutritt der Fußgänger über das Anwesen von Welbeck beschränkt sich auf Fußwege als Teil des Robin Hood Way.
Das erste No Direction Home Festival wurde in Welbeck Abbey über das Wochenende 8.–10. Juni 2012 abgehalten. Für das End-of-the-Road-Festival wurden Richard Hawley, The Low Anthem und Andrew Bird angekündigt.

## Architektur

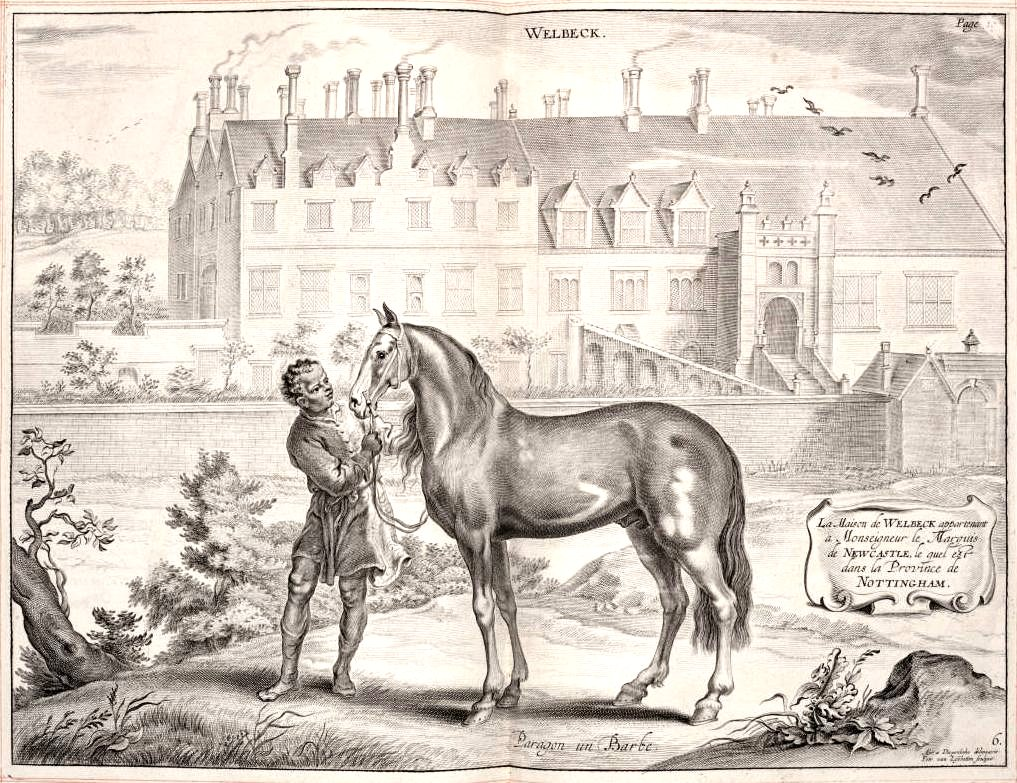
Welbeck Abbey im 17. Jahrhundert

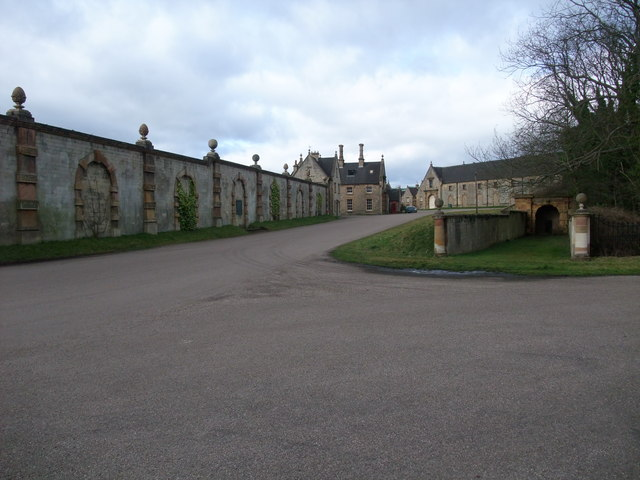
Das Anwesen

William Cavendish-Scott-Bentinck, 5. Duke of Portland, ließ  die umfangreichsten Bauarbeiten an Welbeck Abbey durchführen. Die Küchengärten umfassten 89.000 m² und wurden von hohen Mauern mit Rücksprüngen umschlossen, in denen Feuerschalen platziert werden konnten, um die Reifung der Früchte zu beschleunigen. Eine der Mauern, eine Pfirsichmauer, maß über 300 Meter in der Länge. Es wurde eine immense Reithalle mit 119 Metern Länge, 32 Metern Breite und 15 Metern Höhe gebaut. Damals war sie die zweitgrößte Reithalle der Welt, nur von der riesigen Manege am Kreml in Moskau übertrumpft. In der Nähe befand sich ein Reitweg mit 386 Metern Länge. Er konnte durch 4000 Gaslaternen erleuchtet und beheizt werden, um Training bei Nacht und im Winter zu ermöglichen. Dieser sogenannte „Tan Gallops“ war nach den weichen Eichenchips benannt, die seinen Boden bedeckten. Sie waren ein Nebenprodukt der Ledergerberei und bildeten eine gute Oberfläche für die Hufe der Pferde.
Ein mehr als 900 Meter langer Tunnel führte vom Haus zur Reithalle. Durch den Tunnel konnten mehrere Leute nebeneinander gehen. Parallel dazu verlief ein weiterer Tunnel, der einfacher konstruiert war und von den Handwerkern benutzt wurde. Ein weiterer, 2,25 Kilometer langer, gut ausgebauter Tunnel, der breit genug war, dass zwei Pferdewagen aneinander vorbeifahren konnten, führte nach Worksop. Dieser Tunnel wurde Ende des 19. Jahrhunderts abgerissen, weil ein Abschnitt, der teilweise auch als Damm eines Sees diente, einstürzte. Die Oberlichter des Tunnels kann man heute noch vom Robin Hood Way aus sehen, einem Wanderweg, der der Route des Tunnels folgt, und auf eine gemauerte Einfahrt zwischen zwei Loggias an der Nordostgrenze des Parks stößt.
Der 5. Herzog ließ Erde ausheben, um eine Reihe von Anbauten an das Herrenhaus zu schaffen. Auch wenn sie oft als „unterirdische Räume“ bezeichnet werden, sind diese Gebäude streng genommen Kellerräume, da sie nicht mit Erde oder Rasen bedeckt sind. Ihre Flachdächer und Oberlichter kann man auf Luftaufnahmen sehen. Auf dem Erdboden findet man sie von allen Seiten von Buschwerk verborgen. Das größte Gebäude ist eine große Halle, 48 Meter lang und 19 Meter breit, die eine Kapelle hätte werden sollen, dann aber als Bildergalerie und gelegentlich als Tanzsaal genutzt wurde. Es gibt auch eine Suite von fünf benachbarten Räumen, die des Herzogs Bibliothek beherbergen.

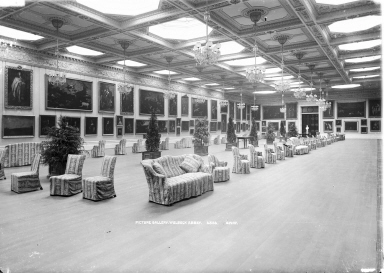
Welbeck Abbey – Bildergalerie von George Washington Wilson

Der Herzog ließ viele Veränderungen an den oberirdischen Teilen des Hauses durchführen. Schön ausgestaltete Badezimmer wurden installiert. An den Eingängen zum Park entstanden neue Loggias.
Die Arbeiten kosteten Unsummen und boten Tausenden von Männern Arbeit und Brot – Baumeistern, Maurern, Verputzern, Installateuren. Es gab zwar von Zeit zu Zeit Diskussionen über Löhne und Arbeitsstunden, aber der Herzog kam gut mit den Arbeitern aus und verdiente sich den Spitznamen „Freund der Arbeiter“. Er schuf Arbeit für gelernte und ungelernte Arbeiter.
1879 befand sich Welbeck Abbey im Zustand des Verfalls. Die einzigen bewohnbaren Räume waren die vier oder fünf Zimmer im Westflügel, die der Herzog bewohnte. Alle waren rosa gestrichen, hatten Parkettböden und waren ganz nackt ohne Möbel. Fast jedes Zimmer hatte eine Toilette in der Ecke.
William Cavendish-Bentinck, 6. Duke of Portland, ließ das Haus reparieren und es wurde als ein Zentrum der spätviktorianischen und eduardischen Gesellschaft bekannt. Der Herzog war begeisterter Pferdeeigner. Häuschen, die er auf dem Anwesen bauen ließ, heißen The Winnings, weil sie von den Preisgeldern von sieben hochdotierten Rennen in den Jahren 1888–1890 finanziert wurden.

### Welbeck Woodhouse
Ein kleineres Haus namens Welbeck Woodhouse wurde 1930–1931 an der Nordseite des Anwesens für den damaligen Marquess of Titchfield gebaut. Es entstand nach Plänen von Walter Brierley, wurde aber nach Brierleys Tod von seinem Partner James Hervey Rutherford ausgeführt.

## Liste der Besitzer und Pächter
- ca. 1086 Hugh FitzBaldric
- 1140 – 1538 Prämonstratensische Kanoniker in der Abtei St. Jakobus

### Äbte von Welbeck Abbey
- Berengar, 1153–1169
- Adam, 1183–1194
- Richard, 1194–1224
- William, 1229, 1236, 1243
- Richard, 1250, 1252, 1256–1257
- Adam, 1263, 1272, 1276
- Thomas, 1281, 1292
- John de Duckmanton, 1309
- John de Cestrefeld, 1310
- William de Kendall, 1316
- John de Nottingham, 1322
- William de Aslakeden, 1335
- Robert Spalding, 1341
- John de Wirksop, 1349
- Hugh de Langley, 1360
- George de Gamelston, 1369, 1383, 1387
- William de Staveley, 1389
- John Bankwell, 1393
- John de Norton, 1412, 1450
- John Greene, 1450
- William Burton, 1475, 1482
- John Lancaster alias Acastre, 1488, 1491
- John Copper, 1492
- Thomas Wydur, 1494, 1497, 1500
- Robert, 1502
- Thomas Wilkinson, 1503
- John Maxey, 1520, gestorben 1536
- Richard Bentley, zurückgetreten 1538

### Inhaber der Grundherrschaft
- 1538 – 1558 Richard Whalley aus Screveton
- 1558 – 1595 Edward Osborne aus London, Bürger und Tuchmacher
- 1595 – 1599 Robert Booth und Ranulph Catterall
- 1599 – 1607 Gilbert Talbot, 7. Earl of Shrewsbury und Mary Talbot, Countess of Shrewsbury
- 1607 – 1617 Sir Charles Cavendish
- 1617 – 1676 William Cavendish, 1. Duke of Newcastle
- 1676 – 1691 Henry Cavendish, 2. Duke of Newcastle
- 1691 – 1711 John Holles, 1. Duke of Newcastle und Lady Margaret Cavendish
- 1711 – 1734 Edward Harley, 2. Earl of Oxford and Earl Mortimer, und Lady Henrietta Cavendish Holles
- 1734 – 1785 William Bentinck, 2. Duke of Portland und Margaret Bentinck, Duchess of Portland
- 1785 – 1809 William Cavendish-Bentinck, 3. Duke of Portland
- 1809 – 1854 William Bentinck, 4. Duke of Portland
- 1854 – 1879 William Cavendish-Scott-Bentinck, 5. Duke of Portland
- 1879 – 1943 William John Arthur Charles James Cavendish-Bentinck, 6. Duke of Portland
- 1943 – 1977 William Cavendish-Bentinck, 7. Duke of Portland und Ivy Cavendish-Bentinck, Duchess of Portland
- 1977 – 2008 Lady Anne Cavendish-Bentinck
- 1943 – 2005 Verteidigungsministerium des Vereinigten Königreiches (pachtete den größten Teil der Abtei vom 7. Duke und seinen Nachfolgern)
- 1992 – heute Familie Parente[10]